# Dendrochilum longipes
Dendrochilum longipes är en orkidéart som beskrevs av Johannes Jacobus Smith. Dendrochilum longipes ingår i släktet Dendrochilum och familjen orkidéer. Inga underarter finns listade i Catalogue of Life.